# Yesterday (piosenka The Beatles)
Yesterday – ballada soft rockowa napisana przez Paula McCartneya i oryginalnie wykonywana przez The Beatles. Choć autorem piosenki jest McCartney, to oficjalnie za jej twórców uznaje się duet Lennon/McCartney.
Utwór jest najczęściej coverowaną piosenką w historii muzyki (ponad 3000 razy).

## Popularność
Kompozycja łącząca elementy muzyki klasycznej z rock and rollem, uznawana za przełom w historii rocka. Niedługo później podobny styl stał się częstym zjawiskiem w muzyce popularnej. Dla Beatlesów był to natomiast początek eksperymentalnego stylu, jak również koniec czerpania ze standardów muzyki rockowej.
W 2011 roku utwór został sklasyfikowany na 13. miejscu listy 500 utworów wszech czasów czasopisma „Rolling Stone”.
„Yesterday” jest najczęściej coverowaną piosenką w historii. Tylko do 1972 doliczono się 1186 coverów tego utworu, łącznie istnieje ich co najmniej 3 tys. Swoje interpretacje „Yesterday” nagrali m.in. Ray Charles, Tom Jones, Brenda Lee, Frank Sinatra i Dionne Warwick.

## Geneza utworu
McCartney stworzył melodię w oparciu o dźwięki, które mu się przyśniły. Pierwszych kilka dźwięków odtworzył na fortepianie tuż po przebudzeniu, po czym wymyślił kolejne fragmenty. McCartney początkowo miał podejrzenia, że jest nieświadomym plagiatem dawniej zasłyszanej muzyki, z tego powodu usiłował od znajomych uzyskać informację, czy kiedykolwiek słyszeli tę melodię, a robił to na tyle często, że dla części z nich stało się to męczące. Piosenka początkowo nie miała tekstu, a McCartney – jak wielokrotnie wcześniej – zaczął śpiewać przypadkowe frazy pasujące do melodii. Tak stworzony tekst zaczynał się od słów: Scrambled eggs / Oh how I love your legs, jednak McCartney nie umiał wymyślić docelowego tekstu. Podczas wakacyjnego wyjazdu do Portugalii w maju 1965 z Jane Asher uznał, że piosenka opierać się powinna na sugestywnym słowie yesterday, następnie uznał za konieczne wykorzystanie słowa suddenly. Do tych dwóch słów McCartney dobrał rymy i opracował zarys całego tekstu.

## Nagrywanie
Do nagrywania utworu doszło po półtora roku od początku jego powstawania. Utwór był nagrywany w studiu Abbey Road 14 czerwca 1965, a trzy dni później zostały dograne m.in. dodatkowe partie wokalne McCartneya. Istnieją dwie sprzeczne relacje o przebiegu sesji, z których najczęściej cytowaną pozostaje wersja, według której McCartney nagrał „Yesterday” sam, nie próbując angażować pozostałych członków The Beatles. Inne źródła podają, że cały zespół próbował opracować aranżację kompozycji na różne instrumenty (m.in. perkusję i organy), a George Martin najpierw przekonał muzyków, by utwór grał tylko McCartney na gitarze akustycznej Epiphone Texan, a później zaproponował dodanie podkładu wykonanego przez kwartet smyczkowy. Ostatecznie w nagrywaniu nie brał udziału żaden z członków The Beatles poza McCartneyem.
Gitarę i śpiew nagrano w dwóch podejściach 14 czerwca 1965. Drugie wykonanie, z dołączonym podkładem smyczkowym, przeznaczono do publikacji. Zapis pierwszego podejścia został później umieszczony na albumie kompilacyjnym Anthology 2. Słychać w nim pomyłkę McCartneya, który zamienia kolejność dwóch wersów (There’s a shadow hanging over me/I'm not half the man I used to be,).

## Wydanie
McCartney miał trudności z namówieniem pozostałych członków zespołu do umieszczenia „Yesterday” na albumie. Twierdzili oni, że utwór nie pasuje do ich ówczesnego wizerunku, gdyż jest zupełnie niepodobny do innych wydanych w tym okresie piosenek The Beatles. Z tego względu John Lennon, George Harrison i Ringo Starr odmówili zgody na publikację singla w Wielkiej Brytanii. Na brytyjskiej liście przebojów nie notowano więc wykonania oryginalnego, jednak w pierwszej dziesiątce zestawienia znalazł się cover autorstwa angielskiego piosenkarza Matta Monro.
W Stanach Zjednoczonych piosenka została wydana początkowo na stronie B singla „Act Naturally”, gdyż utwór ten zawierał śpiew Ringo – najbardziej popularnego wówczas w Stanach beatlesa. W wyniku olbrzymiego sukcesu „Yesterday”, kolejność ścieżek w następnych seriach została zmieniona. Singiel trafił na listę przebojów czasopisma „Billboard” Hot 100 29 września 1965, by 9 października rozpocząć miesięczny pobyt na szczycie zestawienia. Piosenka utrzymywała się w zestawieniu przez 11 tygodni. Milion sprzedanych egzemplarzy osiągnięto w ciągu 5 tygodni. Przez 8 lat od wydania singla, „Yesterday” było najczęściej odtwarzanym utworem w amerykańskich radiostacjach.
4 marca 1966 na brytyjskim rynku muzycznym pojawił się minialbum The Beatles zatytułowany Yesterday. Oprócz tytułowego utworu, znalazły się na nim także „Act Naturally”, „You Like Me Too Much” i „It’s Only Love”. Wydawnictwo trafiło na listę przebojów 12 marca. 26 marca znalazło się na szczycie listy, gdzie pozostało przez kolejne 2 miesiące. 15 czerwca tego samego roku piosenka znalazła się na opublikowanym tylko w Stanach Zjednoczonych albumie Yesterday and Today.
8 marca 1976 wytwórnia Parlophone wydała w Wielkiej Brytanii „Yesterday” na singlu. Na stronie B znalazł się utwór „I Should Have Known Better”. Piosenka osiągnęła 8. pozycję na Official Singles Chart Top 100 (była notowana od 13 marca, pozostając na liście 7 tygodni). Tego samego dnia Parlophone wydała także reedycje wszystkich dotychczasowych brytyjskich singli The Beatles. Powodem takiego posunięcia było zbliżające się wygaśnięcie kontraktu wytwórni z zespołem.